# 哥本哈根軍事博物館
哥本哈根軍事博物館（Tøjhusmuseet）是位於丹麥首都哥本哈根市中心的一座軍事博物館，博物館所在建築曾是丹麥國王克里斯蒂安四世的兵工廠。兵工廠修建於1593年至1604年，長163米。博物館擁有世界最頂級的武器藏品。 

## 外部連結
- Museum web site（页面存档备份，存于）